# Lunella
Lunella là một chi ốc biển, là động vật thân mềm chân bụng sống ở biển trong họ Turbinidae, họ ốc xà cừ.

## Các loài
- Lunella cinerea (Born, 1778)[2]
- Lunella coronata (Gmelin, 1791)[3]
- Lunella correensis (Récluz, 1853)[4]
- Lunella granulata (Gmelin, 1791)[5]
- Lunella jungi (Lai, 2006)
- Lunella moniliformis Röding, 1798
- Lunella ogasawarana Tomoyulo Nakano, Kyoko Takashashi & Tomowo Ozawa, 2007[6]
- Lunella smaragda (Gmelin, 1791)[7]
- Lunella torquata (Gmelin, 1791)[8]
- Lunella undulata (Lightfoot, 1786)[9]
- Lunella viridicallus (Jousseaume, 1898)